# Mayna grandifolia
Mayna grandifolia là một loài thực vật có hoa trong họ Achariaceae. Loài này được (H. Karst.) Warb. mô tả khoa học đầu tiên năm 1893.